# John Gilbert Barrett
John Gilbert Barrett (* 30. April 1952 in Pittsburgh, Pennsylvania) ist ein US-amerikanischer Kampfsportler, Stuntman und Schauspieler.

## Leben
John Barrett begann 1972 mit seinem Training in verschiedenen Kampfkünsten. Er wurde von Chuck Norris in dessen Chun-Kok-Do-Stil ausgebildet und besitzt dort den 3. Dan. Im US-amerikanischen American-Martial-Arts-System trägt er den 6. Dan.
Für verschiedene Chuck-Norris-Filme, wie Das stumme Ungeheuer, McQuade, der Wolf und Missing in Action 2 – Die Rückkehr arbeitete er als Stuntman. Nach einigen Gastauftritten drehte er mehrere Martial-Arts-Filme. 1991 erschien American Kickboxer – Blood Fighter mit ihm als Hauptdarsteller. Der Film beruht auf einer Idee von ihm und wurde 1993 mit To the Death fortgesetzt. Er betätigte sich weiterhin als Stunt-Koordinator, unter anderem für die TV-Serie Power Rangers. Seit mehreren Jahren betreibt er ein Dōjō für Erwachsene und Kinder ab dreieinhalb Jahren in Torrance, Kalifornien.

## Filmografie (Auswahl)

### Als Schauspieler
- 1982: Das stumme Ungeheuer (Silent Rage)
- 1985: Asia Mission (Gymkata)
- 1991: American Kickboxer – Blood Fighter (American Kickboxer)
- 1993: To the Death
- 1993: Shootfighter (Shootfighter: Fight to the Death)
- 1995: Black Silence
- 2004: Terminal Island

### Als Stuntman
- 1980: Octagon (The Octagon)
- 1981: Der Gigant (An Eye for an Eye)
- 1982: Das stumme Ungeheuer (Silent Rage)
- 1982: Kalte Wut (Forced Vengeance)
- 1983: McQuade, der Wolf (Lone Wolf McQuade)
- 1985: Missing in Action 2 – Die Rückkehr (Missing In Action II: The Beginning)
- 1985: Alles hört auf mein Kommando (Volunteers)
- 1987: Steel Dawn – Die Fährte des Siegers (Steel Dawn)
- 1993: Shootfighter (Shootfighter: Fight to the Death) Stunt-Koordinator
- 1993: Power Rangers (Mighty Morphin’ Power Rangers) Stunt-Choreographer